# Siegfried Kessemeier
Siegfried Kessemeier (* 20. November 1930 in Oeventrop; † 1. November 2011 in Münster) war ein westfälischer Landeshistoriker, Mundartdichter und Museumskurator.

## Leben
Kessemeier stammte aus einer Glasmacherfamilie, die ursprünglich aus Lippe kam. Er studierte Publizistik, Geschichte, Philosophie und Germanistik in Münster und München. Er promovierte mit einer Arbeit über die katholische Publizistik  im Dritten Reich. Danach arbeitete er als Journalist und war unter anderem Redakteur der Zeitschrift Westfalenspiegel. Zwischen 1972 und 1978 war er Geschäftsführer der Vereinigung westfälischer Museen. Als solcher hat er maßgeblich zur Neugründung mehrerer neuer Einrichtungen beigetragen. Dazu gehört das Schieferbergbau- und Heimatmuseum Holthausen, das Orgelmuseum in Borgentreich oder das Glockenmuseum in Gescher. 
Seit 1978 war er Referent für Landesgeschichte beim Landesmuseum des Landschaftsverband Westfalen-Lippe. In dieser Funktion hat er bis zu seinem Ausscheiden 1995 mehrere  große Ausstellungsprojekte maßgeblich mitgestaltet. Dazu zählt die Ausstellung Köln-Westfalen 1180–1980, Westfalen in Landkarten (1986), Köpfe der Revolution (1989), Bischofsländer (1993). Noch als Pensionär bereitete er 1999 als Kurator die große Ausstellung zur Revolution von 1848/49 in Westfalen und Lippe vor. 
Er widmete sich besonders Karikaturen und der Geschichte von Minderheiten und sozialen Bewegungen. Er war auch ein Kenner von Industrie- und Landschaftsbildern.
Darüber hinaus kümmerte er sich intensiv um die plattdeutsche Mundartdichtung. Er veröffentlichte zahlreiche Beiträge im Sauerländer Platt und zur niederdeutschen Sprache. Für seine plattdeutsche Lyrik wurde er mit mehreren Preise ausgezeichnet. Im Jahr 1969 erhielt er den Rottendorf-Preis für niederdeutsche Literatur in westfälischen Mundarten, 1975 wurde ihm der Klaus-Groth-Preis verliehen, 1997 der Kulturpreis des Hochsauerlandkreises und 2002 der Wilhelmine-Siefkes-Preis der Stadt Leer. Das von ihm herausgegebene Buch Carl van der Linde, Löö en Tieden wurde zum Plattdeutschen Buch des Jahres 2009 gewählt.